# بروس هود
بروس هود (انگلیسی: Bruce Hood) دانشمند در زمینه روانشناسی اهل کانادا بود.
وی در زمینه روانشناسی مثبت گرا چندین کتاب نوشته است. بوس هود می گوید : ما برای دین سیم کشی شده ایم. منیع سایت ترجمان.